# 釜山教育大学校
釜山教育大学校（プサンきょういくだいがっこう、朝鮮語: 부산교육대학교、英語: Busan National University of Education）は、大韓民国の釜山広域市蓮堤区にある国立大学である。

## 歴史
1946年9月に設立された釜山師範学校が始まり。1950年に国立となる。
1955年に釜山師範大学が設置され、1961年4月に釜山師範学校を統合。1963年3月、釜山教育大学に改編される。さらに1993年3月、釜山教育大学校となる。

## 組織

### 学部
- 倫理教育科
- 国語教育科
- 社会教育科
- 数学教育科
- 科学教育科
- 体育教育科
- 音楽教育科
- 美術教育科
- 実科教育科
- 教育学科
- 幼児教育科
- 英語教育科
- コンピュータ教育科

### 大学院
- 教育大学院
  - 各種教育学専攻

## 学術交流協定

### 海外
日本
- 北海道教育大学
- 島根大学
- 福岡教育大学

中国
- 杭州師範大学

アメリカ
- イリノイ州立大学（英語版）